# Simon Gerrans

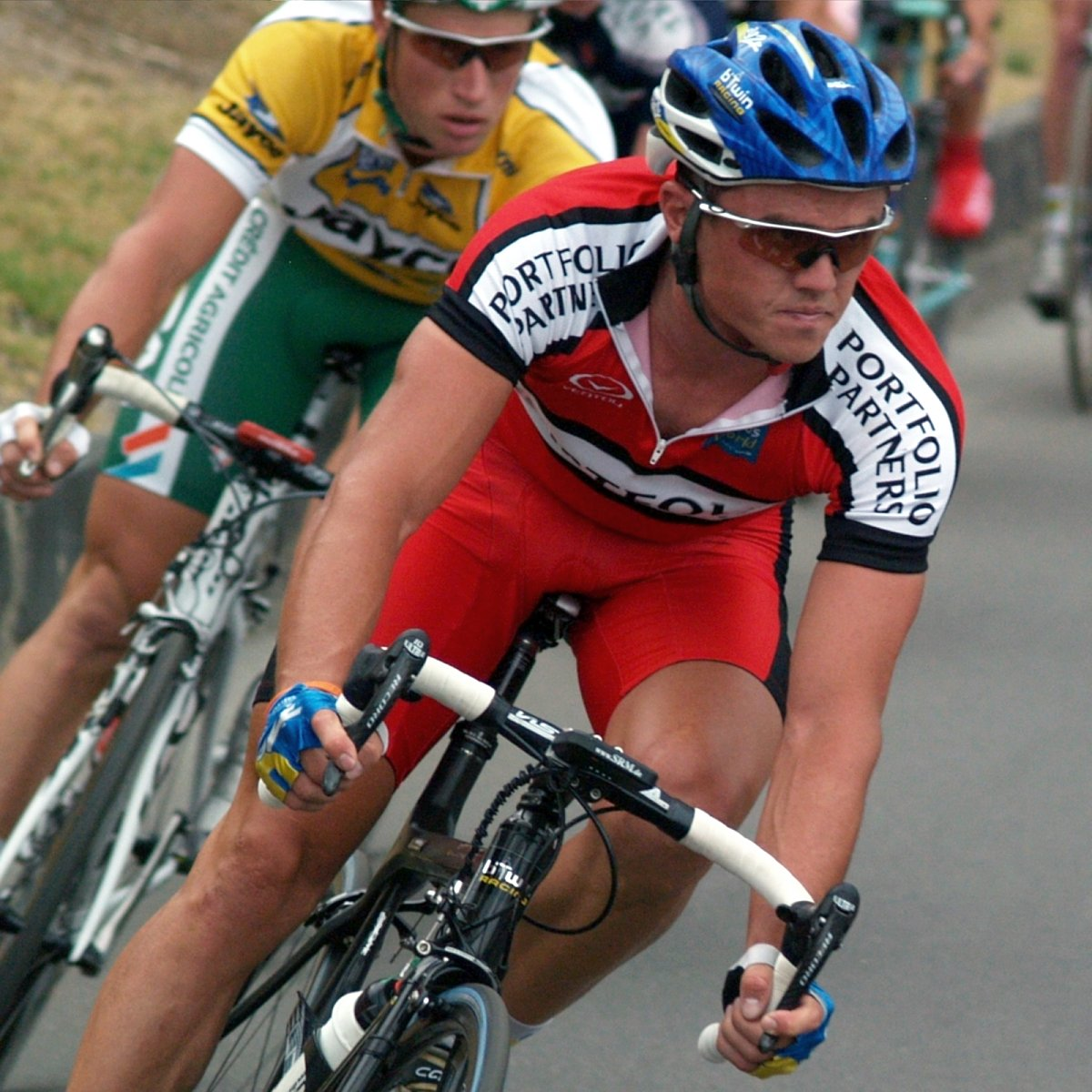
Simon Gerrans a la Bay Cycling Classic 2007

Simon Gerrans (Melbourne, 16 de maig de 1980) és un ciclista australià, ja retirat, que fou professional del 2005 al 2018. Durant la seva carrera esportiva va córrer als equips AG2R Prévoyance, Crédit Agricole, Cervélo TestTeam, Team Sky, Orica-Scott i BMC Racing Team.
Un cop retirat va fer pràctiques al banc d'inversió Goldman Sachs a Londres i després es va incorporar a The Service Course, com a CEO a principis de 2020.
Els seus principals èxits en les curses per etapes els ha aconseguit en guanyar etapes en cadascuna de les grans voltes, dues al Tour de França, el 2008 i 2013, al Giro d'Itàlia de 2009 i a la Volta a Espanya de 2009. Així mateix, el 2006, 2012, 2014 i 2016 va guanyar la principal cursa per etapes que es disputa a Austràlia, el Tour Down Under.
En curses d'un sol dia destaquen el Campionat nacional en ruta de 2012 i 2014, així com el GP Ouest France-Plouay de 2009, la Milà-Sanremo del 2012, el Gran Premi Ciclista de Quebec de 2012 i la Lieja-Bastogne-Lieja de 2014.

## Palmarès
- 2002
  -  Campió d'Austràlia en ruta sub-23
- 2003
  - 1r a la Melbourne to Warrnambool Classic
  - 1r al Baw Baw Classic
- 2004
  - Vencedor d'una etapa al Herald Sun Tour
- 2005
  - 1r al Herald Sun Tour i vencedor d'una etapa
  - 1r al Tour de Finisterre
  - 1r al Gran Premi de la indústria i el comerç artesanal de Carnago
- 2006
  - 1r al Tour Down Under i vencedor d'una etapa
  - 1r al Herald Sun Tour
- 2007
  - 1r al Gran Premi de Plumelec-Morbihan
  - Vencedor d'una etapa de la Geelong Bay Classic Series
- 2008
  - Vencedor d'una etapa al Tour de França
  - Vencedor d'una etapa del Critérium Internacional
  - Vencedor d'una etapa a la Ruta del Sud
- 2009
  - 1r al GP Ouest France-Plouay
  - Vencedor d'una etapa al Giro d'Itàlia
  - Vencedor d'una etapa a la Volta a Espanya
- 2011
  - 1r a la Volta a Dinamarca
- 2012
  -  Campió d'Austràlia en ruta
  - 1r al Tour Down Under
  - 1r a la Milà-Sanremo
  - 1r al Gran Premi Ciclista de Quebec
- 2013
  - Vencedor d'una etapa al Tour de França
  - Vencedor d'una etapa al Tour Down Under
  - Vencedor d'una etapa a la Volta a Catalunya
  - Vencedor d'una etapa a la Volta al País Basc
- 2014
  -  Campió d'Austràlia en ruta
  - 1r al Tour Down Under, vencedor d'una etapa i 1r de la classificació per punts
  - 1r a la Lieja-Bastogne-Lieja
  - 1r al Gran Premi Ciclista de Quebec
  - 1r al Gran Premi Ciclista de Mont-real
  -  Medalla de plata al Campionat del Món en la cursa en ruta
- 2016
  - 1r al Tour Down Under i vencedor de 2 etapes. 1r de la classificació per punts

### Resultats al Tour de França
- 2005. 166è de la classificació general
- 2006. 79è de la classificació general
- 2007. 94è de la classificació general
- 2008. 79è de la classificació general. Vencedor d'una etapa
- 2010. No surt (9a etapa)
- 2011. 96è de la classificació general
- 2012. 79è de la classificació general
- 2013. 60è de la classificació general. Vencedor de la 3a etapa.  Porta el mallot groc durant 2 etapes
- 2014. No surt (17a etapa)
- 2015. Abandona (3a etapa)
- 2016. No surt (13a etapa)
- 2018. 107è de la classificació general

### Resultats al Giro d'Itàlia
- 2009. 43è de la classificació general. Vencedor d'una etapa
- 2015. No surt (13a etapa)

### Resultats a la Volta a Espanya
- 2009. Abandona (13a etapa). Vencedor d'una etapa
- 2010. No surt (8a etapa)
- 2015. 114è de la classificació general
- 2016. 86è de la classificació general